# 柳叶牛膝
柳叶牛膝（学名：[Achyranthes longifolia] 错误：{{Lang}}：文本有斜体标记（帮助））为苋科牛膝属的植物。分布在日本、台湾岛以及中国大陆的贵州、浙江、湖南、湖北、四川、江西、云南、广东、陕西等地，生长于海拔250米至2,230米的地区，一般生长在山坡，目前尚未由人工引种栽培。

## 异名
- Achyranthes longifolia (Makino) Makino f. rubra Ho